# 祭神峠
祭神峠（さいのかみとうげ）は、岩手県下閉伊郡山田町内の峠。標高は122m。山田町の内野地区と豊間根の間にある峠で、山田町と宮古市を結ぶ峠であるが、東に国道45号が開通してから利用の少ない峠となった。三陸鉄道リアス線が並走している。